# Okunica (gromada)
Okunica – dawna gromada, czyli najmniejsza jednostka podziału terytorialnego Polskiej Rzeczypospolitej Ludowej w latach 1954–1972.
Gromady, z gromadzkimi radami narodowymi (GRN) jako organami władzy najniższego stopnia na wsi, funkcjonowały od reformy reorganizującej administrację wiejską przeprowadzonej jesienią 1954 do momentu ich zniesienia z dniem 1 stycznia 1973, tym samym wypierając organizację gminną w latach 1954–1972.
Gromadę Okunica z siedzibą GRN w Okunicy utworzono – jako jedną z 8759 gromad na obszarze Polski – w powiecie pyrzyckim w woj. szczecińskim na mocy uchwały nr V/49/54 WRN w Szczecinie z dnia 5 października 1954. W skład jednostki weszły obszary dotychczasowych gromad Grędziec, Okunica i Stróżewo ze zniesionej gminy Wierzbno oraz obszary dotychczasowych gromad Brzezin i Ryszewo ze zniesionej gminy Turze w tymże powiecie. Dla gromady ustalono 12 członków gromadzkiej rady narodowej.
1 stycznia 1969 do gromady Okunica włączono miejscowości Cieszysław, Jeziorki i Zaborsko z gromady Lubiatowo oraz miejscowości Stary Przylep i Wierzbno ze zniesionej gromady Obryta w tymże powiecie.
Gromada przetrwała do końca 1972 roku, czyli do kolejnej reformy gminnej.